# Nagycenk
Nagycenk är en ort i Ungern.   Den ligger i provinsen Győr-Moson-Sopron, i den västra delen av landet, 180 km väster om huvudstaden Budapest. Nagycenk ligger 159 meter över havet och antalet invånare är 1 856.
Terrängen runt Nagycenk är lite kuperad. Runt Nagycenk är det ganska glesbefolkat, med 45 invånare per kvadratkilometer. Närmaste större samhälle är Sopron, 12,0 km nordväst om Nagycenk. Trakten runt Nagycenk består till största delen av jordbruksmark.